# Notylia bisepala
Notylia bisepala är en orkidéart som beskrevs av Spencer Le Marchant Moore. Notylia bisepala ingår i släktet Notylia och familjen orkidéer. Inga underarter finns listade i Catalogue of Life.